# Kein Bock auf Nazis
Kein Bock auf Nazis je iniciativa punkové kapely ZSK proti neonacismu, pravicové politice a rasismu. V kampani nyní pokračuje Antifaschistischen Pressearchiv und Bildungszentrum Berlin.

## Historie
Při příležitosti vydání alba Discontent Hearts And Gasoline a vzhledem k omezování státních aktivit proti pravicovému extremismu vydala 28. dubna 2006 punková kapela ZSK v nákladu 30 000 kusů bezplatné DVD Kein Bock Auf Nazis. Na něm se podíleli mimo jiné hudebníci Die Ärzte, Die Toten Hosen, Donots, Muff Potter, Julia Hummer, Culcha Candela a Madsen. DVD obsahuje 80-minutový film s rozhovory se zúčastněnými hudebníky a herci a dokumentační materiál o pravicových strukturách v Německu.
V následujících letech byla vypracována bružura Kein Bock auf Nazis, která vyšla v nákladu 250 000 kusů  pro školy, mládežnické kluby a byla rozdávána na demonstracích. Dále bylo vydáno také 20 000 nových DVD. Mezi kapely, které se na něm podílely, patří také Wir sind Helden, Beatsteaks, Killerpilze a Fettes Brot.
V kampani nyní pokračuje Antifaschistischen Pressearchiv und Bildungszentrum Berlin a podporují ji Rosa-Luxemburg-Stiftung a Arbeitsstelle Rechtsextremismus und Gewalt Braunschweig. Je financována pomocí darů a sponzorů.
V březnu 2008 vyšlo v nákladu 250 000 kusů druhé vydání novin pro školy. Od února 2009 je k dostání rozšířená verze bezplatného DVD. V roce 2009 rovněž vyšel sampler, který obsahuje 18 skladeb od 18 různých umělců. V srpnu 2014 byl nákladem 30 000 kusů vydán druhý sampler, na kterém se podílelo 20 umělců, mimo jiné Broilers, Jan Delay, Jupiter Jones, Kraftklub, Marteria a WIZO.